# كاتاوبا
كاتاوبا Catawba، المعروفة أيضًا باسم إيسا Issa أو Essa أو إيسوا Iswa (وتعني بلغتهم شعب النهر)، هي قبيلة معترف فيدراليا ضمن قبائل الأمريكيين الأصليين، والمعروفة باسم أمة كاتاوبا الهندية. وهم يعيشون في جنوب شرق الولايات المتحدة، في منطقة كارولاينا. كانت كاتاوبا تعتبر من أقوى قبائل السيو في الجنوب. ويعتقد أن كاتاوبا وشعوب السيو أخرى قد تفرعت كقبائل فردية في الجنوب الشرقي. 
عمل الكاتاوبا أساسا في الزراعة، وكانوا على علاقة ودية بالمستعمرين الأوروبيين الأوائل. وخاضوا حروبا مستمرة مع القبائل الرئيسية الأخرى: الإيراكوي الذين سكنوا منطقة البحيرات العظمى ونيويورك؛ والألجونكين مثل الشاوني واللينابي (ديلاوير)؛ والشيروكي الذين قاتلوا من أجل السيطرة على وادي أوهايو الكبير (بما في ذلك منطقة فيرجينيا الغربية الحالية).  تحالف الكاتاوبا مع الوطنيين ضد البريطانيين خلال حرب الاستقلال الأمريكية. وقد تراجعت أعداد الكاتاوبا بشكل ملحوظ في أواخر القرن الثامن عشر وأوائل التاسع عشر، وذلك بسبب الدمار الذي خلفته أوبئة الجدري والحروب القبلية والاضطرابات الاجتماعية. تنازلت القبيلة عن وطنها إلى ولاية كارولينا الجنوبية في عام 1840 بموجب معاهدة؛ لم تتم الموافقة عليها من قِبل مجلس الشيوخ الأمريكي وتم تعطيل المعاهدة تلقائيًا.
أنهت الحكومة الفدرالية وضع أمة كاتاوبا الهندية كقبيلة في عام 1959، ثم أعادت كاتاوبا تنظيم نفسها لإعادة تأكيد حكومتها. في عام 1973 بدأت العمل للحصول على اعتراف فدرالي، وهو ما تم في عام 1993، إلى جانب تسوية بقيمة 50 مليون دولار من قبل الحكومة الفيدرالية وولاية كارولينا الجنوبية لمطالباتها بالأراضي. كما تم الاعتراف بها رسميا من قبل ولاية كارولينا الجنوبية في عام 1993. ويقع مقرها في روك هيل في كارولينا الجنوبية.
حتى عام 2006، ارتفع تعداد كاتاوبا إلى حوالي 2,600 نسمة، ومعظمهم في كارولينا الجنوبية، مع مجموعات أصغر في أوكلاهوما وكولورادو وأوهايو وأماكن أخرى. محمية كاتاوبا ()، والتي تقع في قسمين منفصلين في مقاطعة يورك شرق روك هيل، سجلت التعداد السكاني لعام 2010 بمجموع 841 نسمة. لغة الكاتاوبا هي جزء من عائلة السيو وفرع الكاتاوبا، وقد أعيد إحياؤها.